# Gamboula (Cameroun)
Gamboula est un village situé dans la région de l'Est du Cameroun. Il dépend du département du Lom-et-Djérem et de la commune de Mandjou (le village se trouvant à 12 km de Mandjou).

## Population
Lors du recensement de 2005, on y dénombrait 733 personnes.
En mai 2018, Gamboula comptait 760 habitants